# Tumlösa fladdermöss
Tumlösa fladdermöss (Furipteridae) är en familj i ordningen fladdermöss som består av två släkten med var sin art.

## Utbredning
Dessa fladdermöss förekommer i Central- och Sydamerika. Utbredningsområdet sträcker sig från Costa Rica till Brasilien och norra Chile.

## Kännetecken
Med en kroppslängd (huvud och bål) mellan 3 och 6 centimeter och en vikt mellan 3 och 5 gram är de jämförelsevis små fladdermöss. Arterna har en 2,4 till 3,6 cm lång svans och 3 till 4 cm långa underarmar. De fick sitt namn på grund av att tummen bara är en liten stump som nästan är gömd i flygmembranen. De har ett runt huvud och en kort nos. De stora trattformiga öronen har sin bas nära ögonen och sett från framsidan verkar dessa djur nästan ögonlösa. Nosen påminner om svindjurens nos. Svansen är nästan lika lång som övriga kroppen men är omsluten av fladdermössens svansflyghud. De har jämförelsevis långa bakre extremiteter och små fötter. Pälsen har en grå till gråbrun färg och känns grov.
Arternas tandformel är I 2/3, C 1/1, P 2/3, M 3/3, alltså 36 tänder i hela tanduppsättningen.

## Levnadssätt
Tumlösa fladdermöss använder grottor, håligheter i träd eller människans byggnader som bon. De lever ofta nära vattnet. De sover på dagen i grupper av 4 till 30 individer och dessa grupper ingår i större ansamlingar av 100 till 300 individer. Under natten letar de med hjälp av ekolokalisering efter föda som främst utgörs av nattfjärilar och andra fjärilar.

## Arterna
- Furipterus horrens är den mindre arten i familjen. Den förekommer från Costa Rica till Brasilien och föredrar fuktiga skogar. Arten är inte hotad.[4]
- Amorphochilus schnablii är större och har ett utbredningsområde som sträcker sig längs Stilla havets kustlinje från Ecuador till norra Chile. Den skiljer sig från Furipterus horrens genom vårtiga utskott vid nosen. IUCN listar arten som starkt hotad.[5]